# Agriphila geniculeusa
Agriphila geniculeusa là một loài bướm đêm trong họ Crambidae.